# Copa Rio
Copa Rio ili Međunarodni turnir klubova prvaka bio je turnir koji se održavao 1950-ih i igrao 1951. i 1952. u Brazilu. Natjecanje je organizirao CBD (CBF) i imalo je neslužbeno odobrenje FIFA-e. Turnir je nosio nazive "Turnir prvaka", "Svjetsko prvenstvo u nogometu", "Svjetski turnir prvaka" i "Kup prvaka". Turnir je brazilski tisak smatrao Svjetskim klupskim prvenstvom. Smatra se prvim interkontinentalnim klupskim turnirom u povijesti.

## Povijest
Godine 1951. brazilski klub Palmeiras bio je pobjednik turnira, dok je Fluminense pobijedio 1952. Copa Rio Internacional (službeno nazvan Međunarodni klupski turnir prvaka 1951.) bilo je međunarodno klupsko natjecanje. U organizaciji bivšeg CBD-a uz dogovor s tadašnjim predsjednikom FIFA-e, Julesom Rimetom, Copa Rio imao je dva izdanja. Povijest Turnir ima povijesni značaj jer je bio prvi pokušaj svjetskog prvenstva između klubova koji su postigli interkontinentalni doseg.
Brazilski tisak u to vrijeme nazvao ga je "Svjetski turnir prvaka", nadimak koji će kasnije dobiti Interkontinentalni kup. Copa Rio imao je format sličan onom koji je trenutačno usvojen za FIFA Svjetsko klupsko prvenstvo, što je izazvalo mnogo rasprava među navijačima o priznavanju turnira kao Svjetskog kupa. Priznanje 2007. FIFA je Copa Rio iz 1951. smatrala prvim Svjetskim klupskim prvenstvom, ali je odluku poništila u prosincu te godine. Godinama kasnije, u kolovozu 2014., Joseph Blatter (predsjednik FIFA-e) najavio je da će natjecanje iz 1951., koje je osvojio Palmeiras, biti priznato kao Svjetsko klupsko prvenstvo.
No, ovaj put Copa Rio ne bi se smatrao ekvivalentom aktualnog Svjetskog prvenstva, ali bi potvrdio svoju važnost. Infantino je u travnju 2019. mislio drugačije od Blattera i nije bio spreman priznati titulu kao Svjetsko prvenstvo. Uspjeh Fluminensea 1952. nije dobio isto priznanje kao prvo izdanje, s manjim značajem od turnira prethodne godine. Upravni odbor Clube Tricolora u Rio de Janeiru također je od najvišeg nogometnog tijela tražio priznanje titule, ali uzalud.
Presudna za nepriznavanje titule je činjenica da je FIFA odobrila i sankcionirala samo prvo izdanje, 1951. Nije objavljeno ni da je Blatter tada rekao da će priznati Palmeirasa kao svjetskog prvaka, ili bivšeg predsjednika dodao je i da bi to moglo uključivati Rio Cup 1952. Ali, u ovom trenutku, momčad tricolora nije dobila istu razinu odgovora kao Alviverde São Paulo.

## Priznanje
Godine 2007. FIFA je Copa Rio 1951. smatrala prvim Svjetskim klupskim prvenstvom, ali je poništila odluku u prosincu iste godine. Godinama kasnije, u kolovozu 2014., Joseph Blatter (predsjednik FIFA-e) najavio je da će natjecanje iz 1951., koje je osvojio Palmeiras, biti priznato kao Svjetsko klupsko prvenstvo. No, ovaj put Copa Rio ne bi se smatrao ekvivalentom aktualnog Svjetskog prvenstva, ali bi potvrdio svoju važnost. U travnju 2019. Infantino je razmišljao drugačije od Blattera i oklijevao je priznati naslov kao Svjetsko prvenstvo. Početkom 2021. FIFA je još jednom odala počast naslovu iz 1951. kao "Svjetskom prvenstvu vremena" na službenoj web stranici Svjetskog klupskog prvenstva 2020. i kanalima društvenih medija. Gotovo godinu dana kasnije, kada se Alviverde vratio sudjelovati na Svjetskom klupskom prvenstvu, organizacija je još jednom navela momčad São Paula kao svjetskog prvaka u skupini: -"Palmeiras i Corinthians bili su svjetski prvaci jednom. Prilika da pobijede svoje glavne rivale daje dodatnu prednost motivacija?" Uspjeh Fluminensea 1952. godine nije dobio isto priznanje kao prvo izdanje, dobio je manje pozornosti od turnira prethodne godine. Upravni odbor tricolora iz Rio de Janeira tražio je od najvišeg nogometnog tijela da prizna titulu, ali bezuspješno. Presudna za nepriznavanje titule je činjenica da je FIFA odobrila i odobrila samo prvo izdanje, 1951. U istoj izjavi u kojoj je Blatter rekao da će kasnije priznati Palmeiras kao prvaka svijeta, bivši predsjednik entiteta agregiran iako bi mogao uključiti Rio Cup 1952. No, do danas, tricolor momčad nije dobila odgovor na istoj razini kao Alviverde São Paulo.

## Finale
| Anys          | Campions   | Marcador     | Finalista   | Ubicació                 |
| ------------- | ---------- | ------------ | ----------- | ------------------------ |
| 1952. Detalji | Fluminense | 2 : 0, 2 : 2 | Corinthians | Maracanã, Rio de Janeiro |
| 1951. Detalji | Palmeiras  | 1:0, 2:2     | Juventus    | Maracanã, RiodeJaneiro   |

## Vanjske poveznice
|  | Zajednički poslužitelj ima još gradiva o temi Copa Rio |